# یانوش‌هالما
یانوش‌هالما (به مجاری:  Jánoshalma) یک منطقهٔ مسکونی در مجارستان است که در ناحیه یانوش‌هالما واقع شده‌است و ۱۳۲٫۲۱ کیلومتر مربع مساحت و ۹٬۴۳۳ نفر جمعیت دارد.

## خواهرخوانده
شهرهای بیله توشد، کلندا، آنگولا، Srbobran (صربستان)، تِمِرین (صربستان) و گمینا ناوویووا خواهرخوانده‌های یانوش‌هالما هستند.